# Rossa mela della sera
Rossa mela della sera è un singolo del cantante italiano Zucchero Fornaciari pubblicato il 13 settembre 2002 dalla Polydor e dalla Universal Music, sesto estratto dall'album Shake del 2001.

## Classifiche

### Classifiche settimanali
| Classifica (2016)      | Posizione massima |
| ---------------------- | ----------------- |
| Kirghizistan (digital) | 79                |

## Descrizione
Il brano, pubblicato nell'album Shake, è stato scritto interamente da Zucchero per quanto riguarda la melodia. Per il testo, invece, Pasquale Panella riveste il ruolo di co-autore.

## Tracce
1. Rossa mela della sera – 5:05 (testo: Zucchero, Pasquale Panella – musica: Zucchero)